# Кошкулак
Кошкулак (вариантное: Кашкулак, Кушкулак, Хошкулах) — горный массив на территории России (Хакасия, Ширинский район, в 18 км к западу от села Шира и 10 км к югу от села Топанов).

## Этимология
Этимология названия вызывает споры. Считается, что происходит от хак. Хос хулах — «Добавленное ухо», «Парное ухо»(по Бутанаеву В. Я.).

## Значение
Гора представляет собой комплексный ландшафтный памятник природы республиканского значения. Образован решением Хакасского облисполкома № 164 от 21 июля 1988. Включает кедровники (изолированное кедровое насаждение в низкогорном поясе Кузнецкого Алатау) и Кашкулакскую пещеру. Имеет природоохранное, научное, рекреационное, просветительское значение. Место культовых обрядов хакасов.
Гора является одной из главных вершин правобережья реки Белый Июс на участке от впадения в неё реки Харатас, довольно сильно выделяется на фоне прочих гор.

## Физико-географическая характеристика
Основной горный массив имеет площадь 5 га. при высоте 1317.2 м. Для смотрящего с севера на юг гора имеет форму полуовала с тремя выделяющимися останцами на верху. Сверху массив похож на литеру S (из-за противонаправленных логов р. Глухой (восточнее центрального хребта) и Известковый (Пещерный) (западнее центрального хребта). По верху протянулся скалистый пояс, останцы до 18 м.

## Климат
Климат резко континентальный. Благодаря проникновению влажных воздушных масс через пониженную северную часть Кузнецкого Алатау, повышенное количество осадкой в тёплый период и мощный снеговой покров в зимний период, что способствует малому промерзанию почв. В летний и осенний период гора часто бывает скрыта облаками, осадков больше, чем в местности вокруг массива. Среднегодовая температура ок. −1°С. Как правило, температура в поясе выше 1000 м всегда ниже на 3-5 градусов. При планировании восхождения следует учитывать вышеперечисленное.

## Растительность
Растительность зависит от поясности. Вершинная растительность представлена карликовыми кустарниками, кедровником, на оголённых местах мхи, ягодники (брусника, голубика низкорослая).
Средняя и нижняя части массива представлены тремя географо-климатическими вариантами подтаёжной флоры: пергумидный (по Торнтвейту — наиболее влажный тип климата с индексом гумидности +100 и более), гумидный и семигумидный. Наибольшее распространение получили гумидный и семигумидный варианты, характеризующиеся светлохвойными и мелколиственными лесами из сосны, лиственницы, березы, осины (для гумидных) и светлохвойными лесами из лиственницы с примесью сосны, берёзы (для семигумидных). Эколого-ценотический состав подчинённых ярусов представлен бореальными лесными и луговыми мезофитами и мезогигрофитами, значительно число неморальных видов. Видовая насыщенность от 60 до 40.
В общем, растительность относится к бореально-лесной области. Представлена темнохвойной и светлохвойной растительностью в верхнем поясе (выше 1000 м.) и смешанными лесами. В смешанной зоне господствует черневый тип леса (крупнотравная, папоротниковая, вейниково-крупнотравная группа), выше 800—900 м. — зеленомошные. В последнее время, в связи с ростом количества выпадания осадков, граница смешанного темнохвойного леса смещается и доходит до 700—800 м. Повсеместно произрастание лиственницы..

## Геология
Горный массив относится к Кузнецко-Алатаусскому геологическому району (Кузнецко-Алатаусская покровно-складчатая система) и согласно материалам дистанционного зондирования, сложен карбонатными, терригенными и вулканогенными формациями металлогенетических периодов раннего позднепротерозоя PR2 и раннепалеозойского этапов PZ1 и гранитоидными Белоиюсскими и Батеньевскими выступами. С юга гора сложена тунгужульско-ефремкинской последовательностью свит (тунгужульская, колоджульская, ефремкинская свиты), в которые входят известняки серые, светло-серые, глинистые и песчанистые известняки, алевролиты, песчаники, гравелиты, горизонты конгломератов, туфы, лавы андезитов, реже базальтов (более 1200 м). Район тунгужульско-ефремкинских свит интересен обилием и разнообразием форм ископаемых трилобитов.
Ядро горы составляют нижнедевонские лохковские ярусы, представленные тейско-кошкулакской группой свит (тейская, кошкулакская свиты), сложенных лавами, туфами, трахидацитами и трахириолитами, реже трахилейкобазальтами, трахиандезибазальтами и трахиандезитами. Также входят эксплозивные брекчии, туфопесчаники, базальтовые конгломераты (600—800 м).
К северу отроги горы сложены нижнедевонскими интрузивными образованиями девонской системы системы. Юлинский комплекс (комплекс юлинской свиты). Представлен сиенитами, граносиенитами, монцонитами, умеренно-щелочными гранитами, гранодиоритами. Возможны залежи медно-молибденовых руд, золото, редкометалльная и редкоземельная минерализация.
Выделяется также кошкулакская свита, характеризуемая сложенностью крупнообломочными туфами базальтов и трахибазальтов, базальтами, трахибазальтами, трахиандезитами. Разрез венчают
трахиты и трахириолиты (до 40 м). Мощность свиты 340 м. Она несогласно залегает на карбонатных и интрузивных породах рифея и кембрия и несогласно перекрывается матаракской свитой нижнего девона. Возраст трахибазальтов Кошкулакского палеовулкана 464 ± 11 млн лет (на основе данных изохронного рубидий-стронциевого Rb-Sr геохронологического метода). Палеомагнитными исследованиями установлено, что координаты «кошкулакского» палеополюса соответствуют положению ордовикского палеополюса для Сибири.
В разрезе кошкулакской свиты (500 м) наблюдается последовательная смена снизу вверх трахибазальтов, трахиандезибазальтов, андезитов и трахиандезитов, трахитов и трахириолитов. Свита с угловым несогласием, размывом и конгломератами в основании перекрывает отложения
Безымянной и Ефремкинской свит раннего-среднего (амгинский ярус) кембрия. К ее нижней части приурочены прослои и линзы конгломератов, красноцветных косослоистых песчаников.

## Палеонтологическая значимость
Палеонтологические исследования Кошкулака началось в 1959 г., доцентом кафедры общей геологии Георгием Алексеевичем Иванкиным. Данный район является уникальным для палеонтологических исследований трилобитов. Это связано с обилием и разнообразием форм ископаемых остатков трилобитов. Их огромное количество и многообразие на данном участке позволяет даже изучить онтогенетическое развитие некоторых видов этих организмов. Также, в данном районе найдено множество эндемичных форм, ранее не встречавшихся и не изученных.
Также район характеризуется присутствуем форм трилобитов, распространенных не только в Сибири, но и по всему земному шару. Это позволяет довольно четко соотносить данный участок с другими. В дополнение ко всему этому, разрез характеризуется доступностью, хорошей обнаженностью и отчетливой стратиграфией, что позволяет выдвинуть его в число важнейших не только в Саяно-Алтайской области, но и за ее пределами.
В Колоджульской свите найдены трилобиты Rondocephalus, Lenaspis, Bathyuriscellus, Binodaspis, Bulaiaspis, Tungusella.
В Безымянной свите г. Кошкулак найден трилобит Chondranomocare.
В Сладкокореньевской свите (встречается только в Кошкулакском разрезе) найдены Paradoxides, Kooteniella, Erbia, Chondranomocare, Koptura, Kootenia, Granularia.
Помимо этого, на участке огромное количество эндемичных форм. Это такие виды, как Koschkulaspis procera, Binodaspina cf. remota, Botomellina cylindrical, Binodaspina lata, Aldonellus lepidus, Binodaspis patula и др.

## Реки и ручьи
От подножия г. Кашкулак берут начало р. Тюрим, р. Колоджул, р. Глухой (приток Колоджула).

## Восхождение
Наиболее простой путь лежит от автомобильной дороги Шира — Коммунар, свернув после развилки на Черное озеро на грунтовую дорогу налево и двигаясь вдоль ручья Колоджул до впадения р. Глухой. На седловину горы ведет тропа вдоль ручья, а также тропы на саму гору. Также попасть на гору Кошкулак можно от с. Топанов по дороге вдоль р. Тюрим до лесоучастка Тюрим (нежил.) (дорога выходит на седловину горы) двигаясь по самой дороге, либо свернув в Известковый лог и забрав вправо по просеке.
Существуют подъездные пути от с. Трошкино и из лога р. Аспад, однако они доступны только для автомобилей с высокой проходимостью.